# Ghanaische Badminton-Juniorenmeisterschaft 1982
Die Ghanaische Badminton-Juniorenmeisterschaft 1982 fand vom 6. bis zum 8. Januar 1983 in Kumasi statt.

## Medaillengewinner
| Disziplin    | Gold                                   | Silber                                |
| ------------ | -------------------------------------- | ------------------------------------- |
| Herreneinzel | Alfred Akainyah                        | Ernest Nketia Kyei                    |
| Dameneinzel  | Cynthia Amuzu                          | Victoria Lartey                       |
| Herrendoppel | Ernest Nketia Kyei Owusa Agyemang Snr. | Godwill Ntarmah Richard Acheampong    |
| Damendoppel  | Cynthia Amuzu Ruth Okyere              | Caroline Amanquah Jennifer Amanquah   |
| Mixed        | Alfred Akainyah Cynthia Amuzu          | Christion Fleischer Jennifer Amanquah |